# ادوارد گوری
ادوارد گوری (به انگلیسی: Edward Gorey) نویسنده و تصویرگر آمریکایی بود که به خاطر کتاب‌های داستان مصور خود مشهور است. نقاشی‌های خاص جوهر و مداد وی اغلب صحنه‌هایی مبهم و مشوش از داستان را با ظاهری همانند دوره ویکتوریا و دوره ادواردی به تصویر می‌کشند. کتاب‌های ادوارد گوری با اینکه وی چندان با کودکان ارتباط برقرار نمی‌کرد و علاقه ویژه‌ای به آن‌ها نشان نمی‌داد در میان کودکان عمومیت داشتند.

## زندگی و کار
ادوارد گوری در سال ۱۹۲۵ در شیکاگو متولد شد. پدر و مادر وی هلن دانهام و ادوارد لی گوری در سال ۱۹۳۶ زمانی که ادوارد گوری ۱۱ ساله بود از هم جدا شدند و در سال ۱۹۵۲ زمانی که وی ۲۷ ساله بود مجدداً ازدواج کردند. پدر ادوارد گوری روزنامه‌نگار بود. مادربزرگ مادری پدر او، هلن جان گوری یک طراح کارت تبریک مشهور در قرن نوزدهم بود، کسی که ادوارد گوری معتقد بود هنرش را از وی به ارث برده‌است. او در مدرسه فرانسیس پارکر تحصیل نمود و سال‌های ۱۹۴۴ تا ۱۹۴۶ را در ایالت یوتا و در ارتش گذراند، در سال ۱۹۴۶ به دانشگاه هاروارد وارد شد، جایی که او به تحصیل فرانسه پرداخت و با فرانک اوهارا شاعر هم اتاق شد. وی در سال ۱۹۵۰ از این دانشگاه فارغ‌التحصیل شد. بعد از فارغ‌التحصیلی گوری و عده‌ای از شاگردان دانشگاه هاروارد از جمله الیسون لوری، جان اشبری، دونالد هال و فرانک اوهارا انجمن «تئاتر شاعران» را تأسیس کردند. او از سال ۱۹۵۳ تا ۱۹۵۶ در انتشاراتی دابلدی در نیویورک با تصویرگری و نقاشی برای جلد و متن کتاب‌ها مشغول به کار بود. وی در این مدت تصویرگری کتاب‌های مشهور زیادی از جمله دراکولا اثر برام استوکر و جنگ دنیاها اثر اچ. جی. ولز را انجام داد. او طی سال‌های بعد بسیاری از کتاب‌های جان بلرس که برای کودکان نوشته شده بود و همین‌طور کتای‌هایی را که توسط بلرس آغاز و با مرگ او توسط برد استریکلند تکمیل شده بودند را تصویرگری نمود.

## نویسندگی
اولین کتاب مستقل ادوارد گوری با عنوان Unstrung Harp در سال ۱۹۵۳ منتشر شد. او بسیاری از نوشته‌های خود را تحت نام‌های مستعاری که حاصل ترکیب حروف نام خودش بود منتشر می‌کرد. اسم‌های مانند اوگدرد ویری، دوگیر وراید، ریگرا داودی و ده‌ها اسم دیگر. وی در مجموع بیش از ۱۰۰ کتاب به رشته تحریر درآورد. کتاب‌های مصور (و گاهی فاقد نوشته) ادوارد گوری با فضایی مشوش و بدشگون و ظاهری همانند دوره ویکتوریا و دوره ادواردی طرفداران خاص خود را داشته‌اند.
به خاطر ظاهر و حالت کارهای ادوارد گوری بسیاری تصور کرده‌اند که او بریتانیایی است اما در حقیقت او فقط یک بار آمریکا را ترک کرد.

گوری هرگز ازدواج نکرد و در گفتگوهایش هیچ وقت اشاره‌ای به روابط عاطفی خود نداشته‌است. دوست ادوارد گوری، الکساندر سیروکس در کتاب خود «مورد عجیب ادوارد گوری» که بعد از مرگ گوری منتشر شد آورده‌است که حتی خود ادوارد گوری از گرایش جنسی خود مطمئن نبود. گوری در گفتگوهایش تأیید کرده‌است که فضای فاقد جنسیت کارهای او حاصل بی‌جنس‌گرایی وی بوده‌است.
ادوارد گوری در ۱۵ آوریل ۲۰۰۰ در ماساچست از دنیا رفت.